# 劉如大
劉 如大（りゅう じょだい、유여대、ユ・ヨデ、1878年11月26日 - 1937年1月13日）は、 朝鮮の日本統治時代の長老派教会牧師・独立運動家。雅名は楽圃。

## 生涯
本貫は江陵劉氏。平安北道義州郡生まれで、漢学を習って書堂で働き、1898年に宣教師を通じてプロテスタントに入教した。当時の多くのキリスト教徒らがそうだったように教育を通じる啓蒙運動の必要性を痛感して義州に日新学校と女学校養実学院を建てて教育事業に携わった。1915年には平壌神学校を卒業して牧師按手を受けた。
1919年2月に宣川郡の梁甸伯家で李昇薫に会い、翌月の三・一運動に民族代表33人のひとりとして参加することにした。三・一運動に署名することができるように道場を李明龍に任せて当日京城府で開かれた朗読会には参加せず、養実学院を中心に義州地域の万歳運動を組織した。チョン・ミョンチェ（정명채）、キム・ドゥチル（김두칠）など義州のキリスチャンとあらかじめ示し合わせて独立宣言書を謄写した後、タプコル公園で群衆を集めて宣言書を朗読して直ちに拘束され、その後、懲役2年の刑を宣告されて西大門監獄で獄苦を経験した。
出獄後には義州に帰り、養実学校を再建して牧会活動をしてから、新義州市に移住し、その後に死亡した。
啓蒙運動と教育事業、文盲退治運動に対する彼の粘り強い関心を反映するように、著書では偉人伝集《偉人奇談》(1934)と基礎常識教育書《兔無識》(1935) などが残っている。
1962年に建国勲章大統領章を受勲した。

## 参考サイト
- 大韓民国国家報勲処, 이 달의 독립 운동가 상세자료 - 유여대, 2003년
- ko:틀:한국학중앙연구원 인물